# Vervio
Vervio é uma comuna italiana da região da Lombardia, província de Sondrio, com cerca de 239 habitantes. Estende-se por uma área de 12 km², tendo uma densidade populacional de 20 hab/km². Faz fronteira com Grosotto, Lovero, Mazzo di Valtellina, Sernio, Tirano, Tovo di Sant'Agata.

## Demografia
| Variação demográfica do município entre 1861 e 2011                               |
|                                                                                   |
| Fonte: Istituto Nazionale di Statistica (ISTAT) - Elaboração gráfica da Wikipedia |